# América FC (Pedrinhas)
América FC is een Braziliaanse voetbalclub uit Pedrinhas in de staat Sergipe. De club wordt ook wel América de Pedrinhas genoemd om verwarring met América de Propriá te vermijden.

## Geschiedenis
De club werd opgericht in 1953 als América EC en wijzigde in 2018 de naam in América FC, nadat ze een profclub werden. De club ging dat jaar in de tweede divisie van het Campeonato Sergipano spelen en werd in de eerste ronde uitgeschakeld. In 2019 werd de club groepswinnaar in de eerste fase en bereikte daarna de finale om de titel, die ze wonnen van Maruinense, waardoor ze in 2020 in de hoogste klasse van de staatscompetitie zullen spelen.

## Erelijst
Campeonato Sergipano Série A2
2019